# Miloš Marten
Miloš Marten (4. února 1883 Brno – 23. července 1917 Přepeře u Turnova), vlastním jménem Miloš Šebesta, vystupoval též pod pseudonymem Leon Brauner, Pavel Orsey a Ivan Skála, byl český spisovatel katolicko-symbolistického zaměření, esejista, literární a výtvarný kritik a překladatel z francouzštiny a angličtiny.

## Život
Narodil se v kultivovaném měšťanském prostředí, otec byl právníkem, Miloš byl nejmladší ze šesti dětí. Od roku 1893 studoval na českém gymnáziu v Brně. Ze zdravotních důvodů (kloubní revmatismus) opustil ve školním roce 1899–1900 školu a pokračoval v soukromých studiích. Odmaturoval v roce 1901 na Akademickém gymnáziu v Praze. Pokračoval ve studiu na právnické fakultě Univerzity Karlovy v Praze, v roce 1906 získal titul JUDr.
Od roku 1902 byl důvěrným přítelem malířky Zdenky Braunerové, která podstatně ovlivnila jeho kulturní orientaci a uvedla jej do českých i francouzských kulturních kruhů. Od roku 1905 též ilustrovala a graficky upravovala jeho knihy.
V letech 1907 a 1908 strávil několik měsíců ve Francii, kde se seznámil se spisovatelem Élémirem Bourgesem, Émilem Bernardem a básníkem Paulem Claudelem. Paul Claudel byl v letech 1909–1911 francouzským konzulem v Praze a byl svědkem na Martenově svatbě. V roce 1912 se oženil s Annou (Aťou) Kopalovou, dcerou továrníka z Přepeř u Turnova, s kterou ho v předchozím roce seznámila Zdenka Braunerová. Anna (po ovdovění provdaná Klecandová) byla později překladatelkou a publicistkou. V letech 1912–1914 byl Marten konceptním úředníkem na pražském magistrátu.

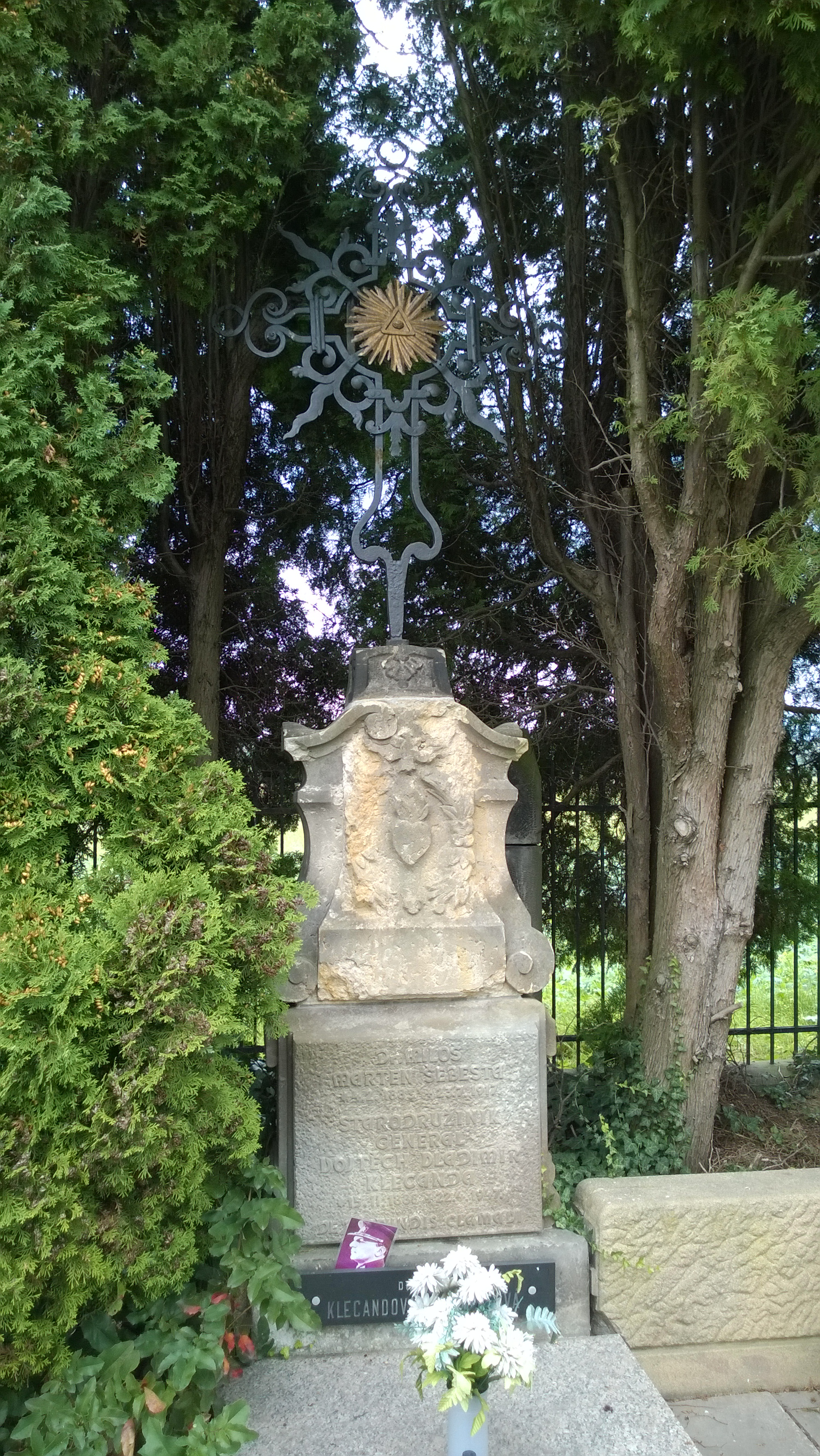
Hrob v Přepeřích (zde odpočívá i jeho žena Anna a její druhý manžel Vojtěch Vladimír Klecanda)

V únoru 1915 byl odveden k 88. pluku a v červnu odvelen do města Szolnok v Uhrách a dále na ruskou frontu, kde byl zraněn. Po dovolené v Praze se v roce 1916 vrátil na frontu. Byl poslán zpět na vyšetření do posádkové nemocnice v Praze. Zemřel za rekonvalescenčního pobytu v Přepeřích.

## Dílo
Od svých sedmnácti let přispíval do časopisu Moderní revue. Později otiskuje své kritiky a eseje v celé řadě časopisů a sborníků. Věnoval se především tvorbě svých českých současníků, ze starších autorů pak zejména Karlu Hynku Máchovi. Jeho beletristické dílo je poplatné dobovým vzorům (Jules Barbey d'Aurevilly, Joris Karl Huysmans, Oscar Wilde, Jiří Karásek ze Lvovic).

## Spisy

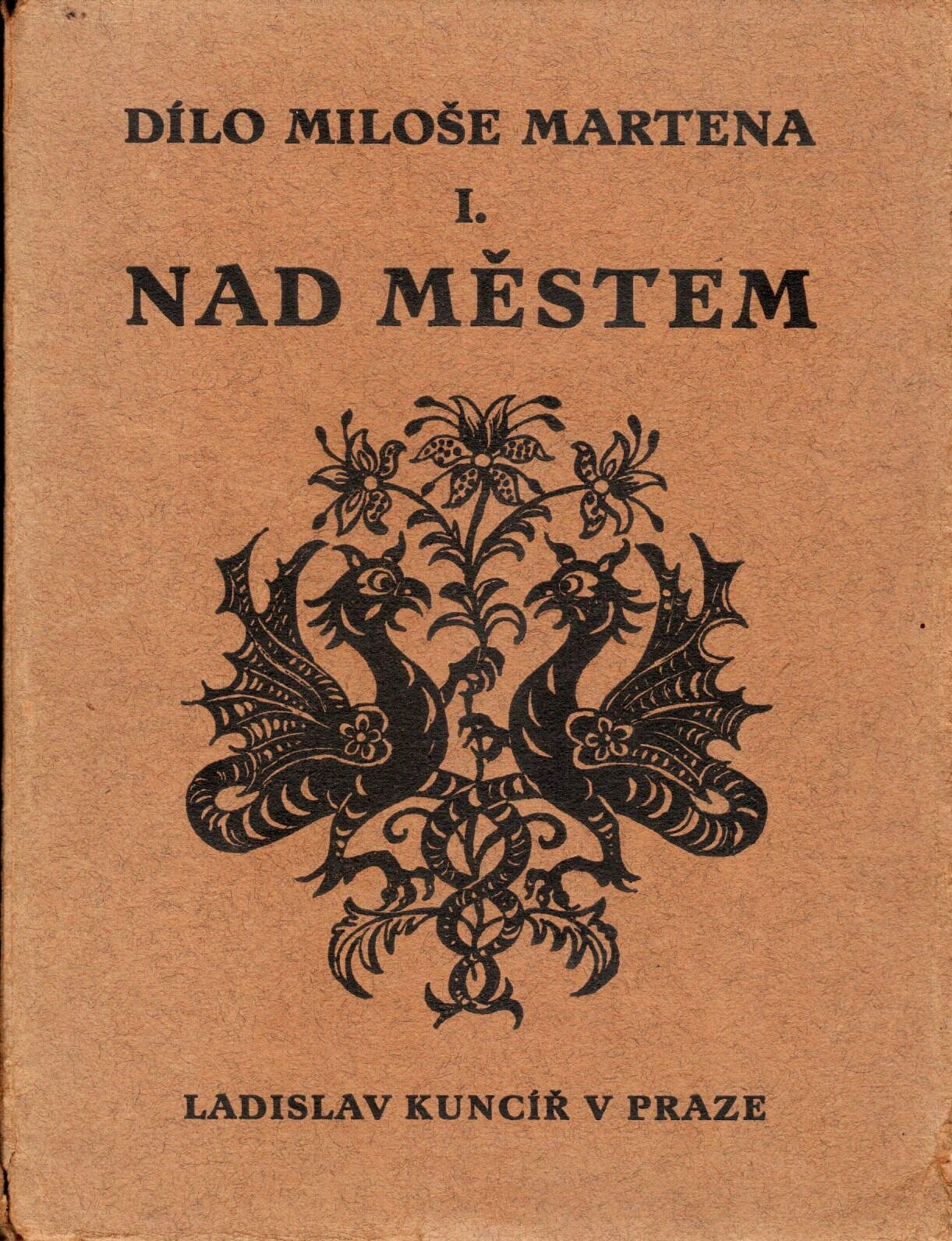
Titulní list Zdenky Braunerové ke knize Miloše Martena Nad městem, 1924

### Příspěvky v časopisech
- Almanach knih dobrých autorů (1914)
- Česká revue (1902–1903)
- Český sběratel (1913)
- Dílo (1906, esej Nikolaj Konstantinovič Roerich)
- Divadelní oznamovatel Národního divadla (1914)
- Jacopo Robusti Tintoretto (1911, úvod k obrazové publikaci)
- Kalendář paní a dívek českých (1911–1915, 1913 esej Karel Sabina)
- Květy (1913, esej Antonín Sova)
- L’art et les artistes (Paříž, od 1905)
- La rénovation esthétique (Paříž, 1909)
- Literární listy (1903–1905)
- Lumír (1915)
- Moderní revue (1900–1912)
- Morava (Brno, 1901)
- Národní listy (1911, 1913, 1916)
- Nová česká revue (1905)
- Novoročenka 1914 (překlad P. Claudel: Svatý Václav, král a mučedník)
- Nový kult (1902)
- Nový život (1903)
- Obzor literární a umělecký (1902)
- Pozor (Olomouc, 1898, divadelní referát z Brna)
- Prvotiny (1900)
- Různé zvuky (Brno, 1898, rukopisný studentský časopis)
- Scéna (1913)
- Srdce (1901–1903)
- Studentské směry (1902)
- Veraikon (1914)
- Vers et prose (Paříž, 1909)
- Volné směry (1903)
- Ženský svět (1913, esej Růžena Jesenská)

Posmrtně:
- Archa (1918, překlad P. Claudel: Zlatohlav)
- Kuncířova ročenka 1931
- Novoročenka 1918
- Topičův sborník 1917
- Veraikon 1919, Zapomenuté dílo – esej o výtvarném díle Karla Hlaváčka

### Knižně
- Otokar Březina (1903, Symposion). [3]
- Edvard Munch (1905) [4]
- Styl a stylisace (1906, Knihovna Moderní revue). [5]
- Cyklus rozkoše a smrti (1907). [6]
- Kniha silných (umělci a básníci – eseje, 1909 vydala Kamilla Neumannová v edici Čeští autoři). [7]
- In memoriam Karla Hynka Máchy (1910, Knihovna Moderní revue)
- Julius Zeyer (1910 vydala Kamilla Neumannová v edici Čeští autoři) [8]
- Potrestaný faun (1910)
- Cortigiana (1911, vydala Kamilla Neumannová v edici Knihy pro bibliofily). [9]
- Karrikatura věků : tři knížky J.S. Machara (1912, Knihovna Moderní revue) [10]
- Dravci, tři novelly (1913)
- Akkord : Mácha-Zeyer-Březina : Essaie (1916) [11]
- Básník illustrace
- Nad městem (dialog, 1917) [12]

Posmrtně vydána řada prací většinou jako bibliofilie. Například v letech 1922–1929 vydal Josef Portman v Litomyšli:
- Černý páv, pohádka
- Vodník, pohádka
- Psyché, pohádka
- Nemocný a vůně, pohádka
- Básně

### Překlady
- Élémir Bourges: Ptáci odletí a květy opadají (1905, vydal J. Otto) [13]
- Paul Claudel: Polední úděl (1910),
- Paul Claudel: Zvěstování Panny Marie (1913)

### Výbor
- Imprese a řád (1983, editor Emanuel Macek, Odeon, 1983

### Souborné vydání
- Dílo Miloše Martena (4 svazky, nakladatel Ladislav Kuncíř, 1924–1929